# Цілинний район (Калмикія)
Цілинний район (рос. Целинный район, калм. Целинн район) — адміністративна одиниця Республіки Калмикія Російської Федерації.
Адміністративний центр — село Троїцьке.

## Адміністративний поділ
До складу району входять 11 сільських поселень:
1. Бага-Чоносовське. Об'єднує селища Бага-Чонос і Ар-Нур. Центр — селище Бага-Чонос
2. Верхнєяшкульське. Об'єднує селища Верхній Яшкуль і Тарата. Центр — селище Верхній Яшкуль
3. Вознесеновське. Об'єднує село Вознесеновка, селища Гашун-Булг і Хар-Усн. Центр — село Вознесеновка
4. Ікі-Чоносовське. Об'єднує селища Бор-Нур і Ікі-Чонос. Центр — селище Ікі-Чонос
5. Найнтахинське. Об'єднує селища Заагін-Сала, Зегіста і Найнтахн. Центр — селище Найнтахн
6. Оватинське. Центр — селище Овата
7. Троїцьке(інші мови). Центр — село Троїцьке
8. Хар-Булуцьке. Об'єднує селища Бургуста, Джурак і Хар-Булук. Центр — селище Хар-Булук
9. Целінне. Об'єднує селища Аршан-Булг, Дубравний, Майський і Могата. Центр — селище Аршан-Булг
10. Чагортинське. Об'єднує селища Келькети і Чагорта. Центр — селище Чагорта
11. Ялмтинське. Об'єднує селища Чонта і Ялмта. Центр — селище Ялмта